# Lisle, Loir-et-Cher
Lisle är en kommun i departementet Loir-et-Cher i regionen Centre-Val de Loire i de centrala delarna av Frankrike. Kommunen ligger i kantonen Morée som tillhör arrondissementet Vendôme. År 2022 hade Lisle 186 invånare.

## Befolkningsutveckling
Antalet invånare i kommunen Lisle
| Referens: INSEE |